# Coulon (Deux-Sèvres)
Coulon és un municipi francès situat al departament de Deux-Sèvres i a la regió de la Nova Aquitània. L'any 2007 tenia 2.210 habitants.

## Demografia

### Població
El 2007 la població de fet de Coulon era de 2.210 persones. Hi havia 920 famílies de les quals 264 eren unipersonals (100 homes vivint sols i 164 dones vivint soles), 336 parelles sense fills, 280 parelles amb fills i 40 famílies monoparentals amb fills.
La població ha evolucionat segons el següent gràfic:
Habitants censats

### Habitatges
El 2007 hi havia 1.155 habitatges, 943 eren l'habitatge principal de la família, 165 eren segones residències i 47 estaven desocupats. 1.013 eren cases i 65 eren apartaments. Dels 943 habitatges principals, 685 estaven ocupats pels seus propietaris, 238 estaven llogats i ocupats pels llogaters i 20 estaven cedits a títol gratuït; 3 tenien una cambra, 49 en tenien dues, 126 en tenien tres, 221 en tenien quatre i 544 en tenien cinc o més. 722 habitatges disposaven pel capbaix d'una plaça de pàrquing. A 371 habitatges hi havia un automòbil i a 493 n'hi havia dos o més.

### Piràmide de població
La piràmide de població per edats i sexe el 2009 era:
| Homes | Edats   | Dones |
| ----- | ------- | ----- |
| 0     | 95 o +  | 4     |
| 4     | 90 a 94 | 8     |
| 8     | 85 a 89 | 24    |
| 16    | 80 a 84 | 28    |
| 36    | 75 a 79 | 44    |
| 40    | 70 a 74 | 60    |
| 48    | 65 a 69 | 72    |
| 40    | 60 a 64 | 40    |
| 44    | 55 a 59 | 20    |
| 100   | 50 a 54 | 76    |
| 76    | 45 a 49 | 76    |
| 84    | 40 a 44 | 68    |
| 84    | 35 a 39 | 100   |
| 60    | 30 a 34 | 68    |
| 72    | 25 a 29 | 72    |
| 36    | 20 a 24 | 20    |
| 76    | 15 a 19 | 48    |
| 84    | 10 a 14 | 56    |
| 88    | 5 a 9   | 64    |
| 56    | 0 a 4   | 36    |

## Economia
El 2007 la població en edat de treballar era de 1.417 persones, 1.041 eren actives i 376 eren inactives. De les 1.041 persones actives 951 estaven ocupades (490 homes i 461 dones) i 90 estaven aturades (41 homes i 49 dones). De les 376 persones inactives 181 estaven jubilades, 104 estaven estudiant i 91 estaven classificades com a «altres inactius».

### Ingressos
El 2009 a Coulon hi havia 938 unitats fiscals que integraven 2.211 persones, la mediana anual d'ingressos fiscals per persona era de 19.197 €.

### Activitats econòmiques
Dels 98 establiments que hi havia el 2007, 2 eren d'empreses alimentàries, 3 d'empreses de fabricació d'altres productes industrials, 11 d'empreses de construcció, 15 d'empreses de comerç i reparació d'automòbils, 7 d'empreses de transport, 16 d'empreses d'hostatgeria i restauració, 3 d'empreses d'informació i comunicació, 4 d'empreses financeres, 9 d'empreses immobiliàries, 11 d'empreses de serveis, 11 d'entitats de l'administració pública i 6 d'empreses classificades com a «altres activitats de serveis».
Dels 28 establiments de servei als particulars que hi havia el 2009, 1 era una oficina de correu, 1 una oficina bancària, 1 taller de reparació d'automòbils i de material agrícola, 1 autoescola, 4 paletes, 1 fusteria, 3 lampisteries, 1 electricista, 3 perruqueries, 9 restaurants, 2 agències immobiliàries i 1 saló de bellesa.
Dels 5 establiments comercials que hi havia el 2009, 1 era una gran superfície de material de bricolatge, 2 botiges de menys de 120 m² i 2 fleques.
L'any 2000 a Coulon hi havia 43 explotacions agrícoles que ocupaven un total de 2.775 hectàrees.

## Equipaments sanitaris i escolars
El 2009 hi havia 1 farmàcia i 1 ambulància.
El 2009 hi havia 1 escola maternal i 1 escola elemental.

## Poblacions més properes
El següent diagrama mostra les poblacions més properes.